# Grönt skogsfly
Grönt skogsfly, Anaplectoides prasina är en fjärilsart som beskrevs av Michael Denis och Ignaz Schiffermüller, 1775. Grönt skogsfly ingår i släktet Anaplectoides, och familjen nattflyn, Noctuidae. Arten  har livskraftiga, LC, populationer i både Sverige och Finland. Inga underarter finns listade i Catalogue of Life.
Grönt skogsfly har ett vingspann på 43-53 mm. Arten är spridd i lövskog i hela Europa.

## Bildgalleri

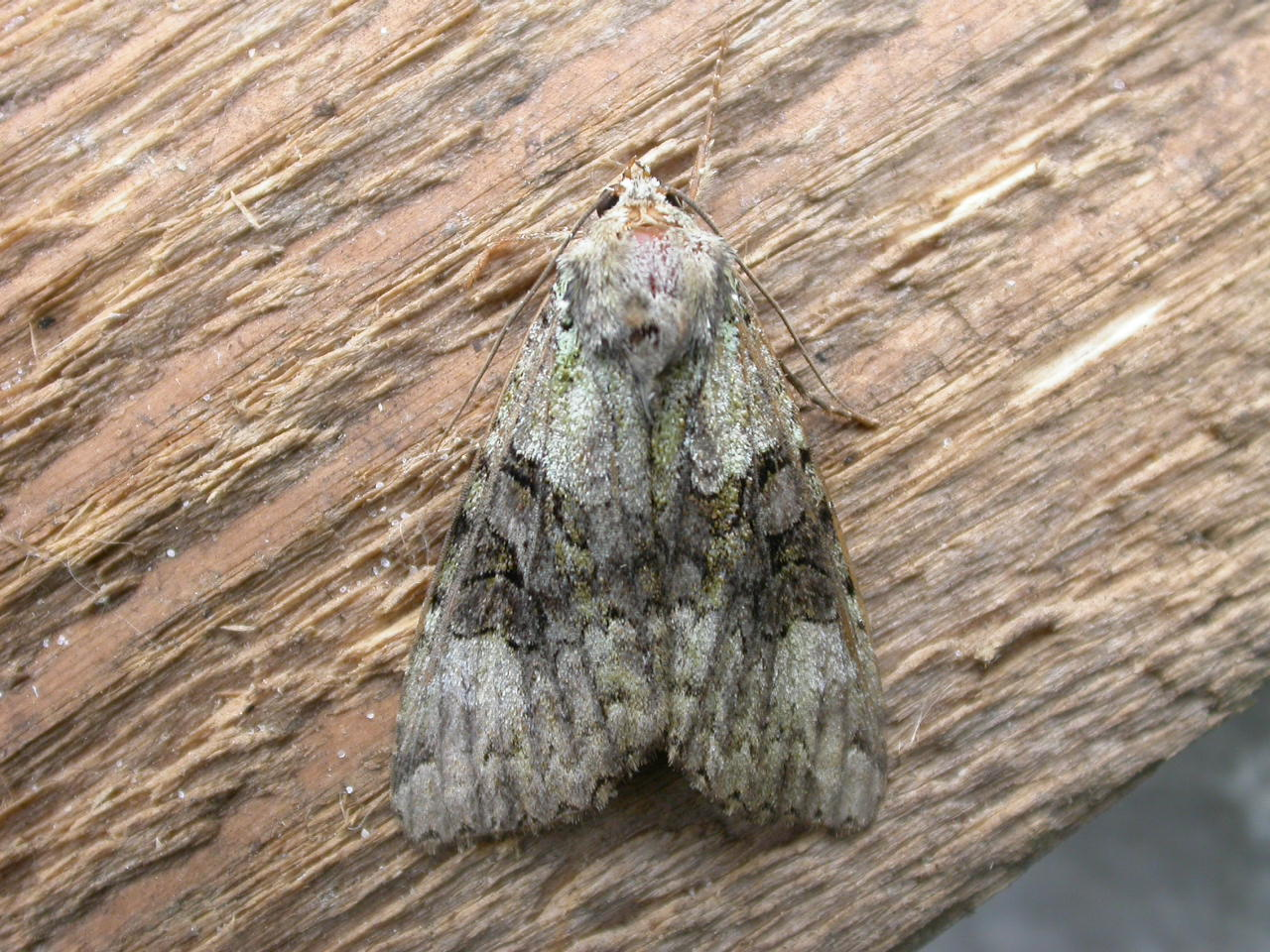
Imago fjäril
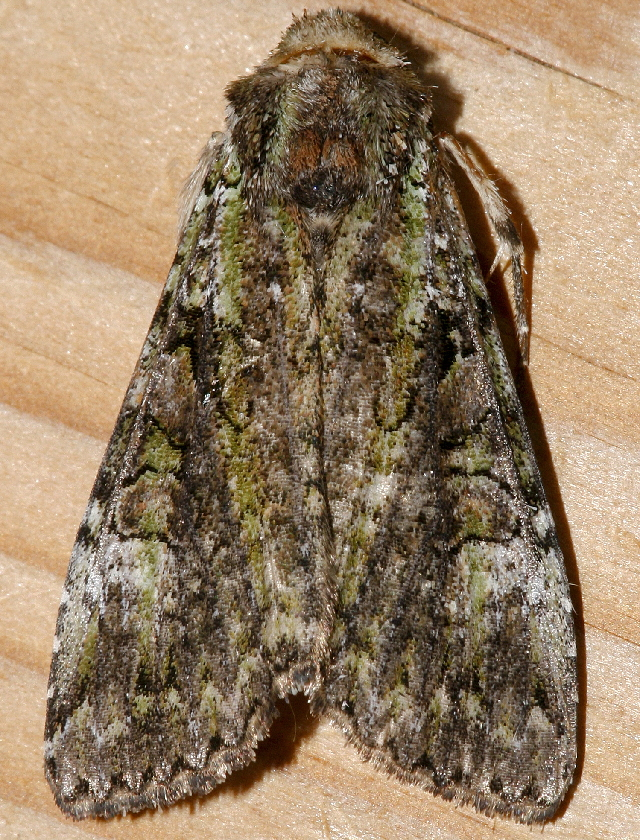
Imago fjäril
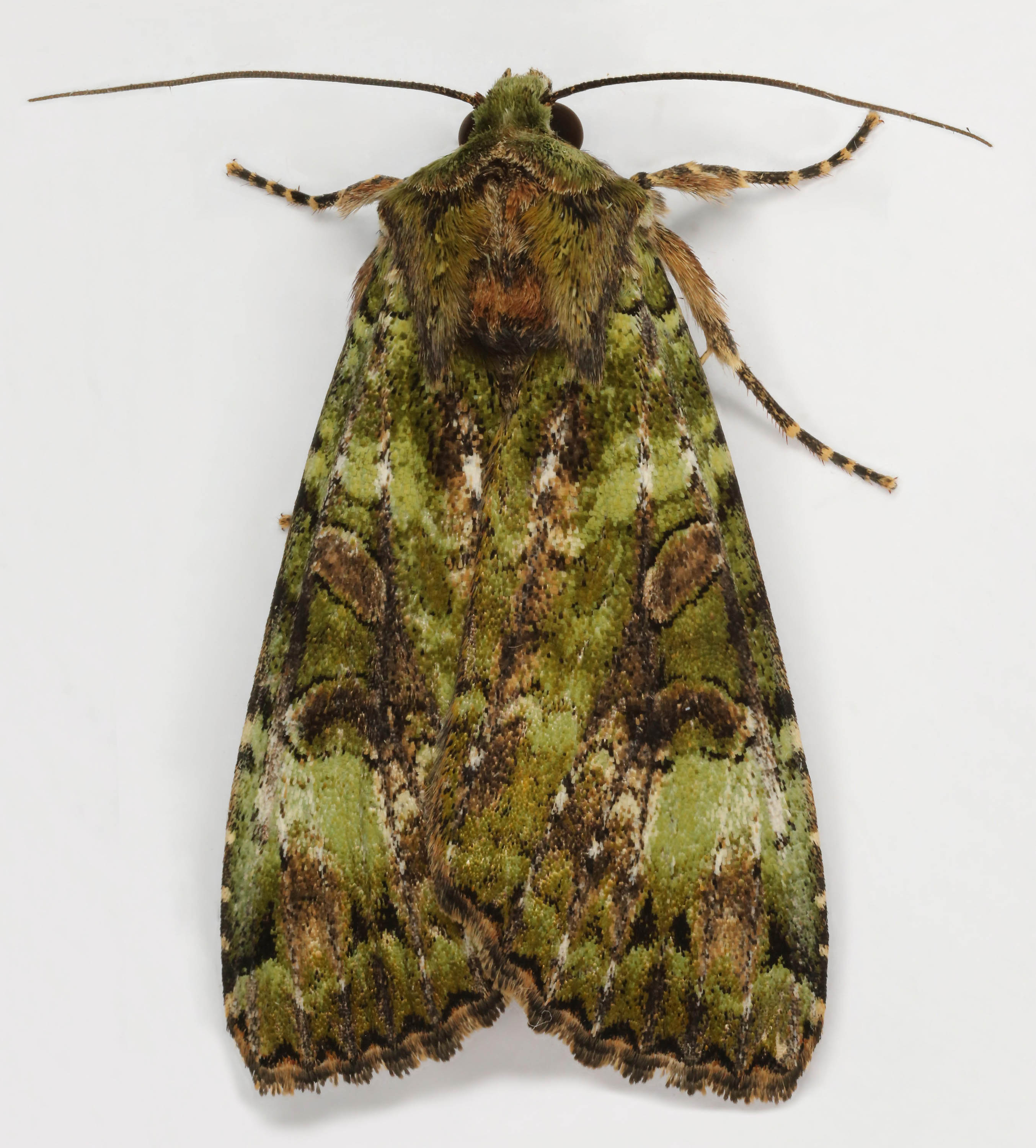
Imago fjäril
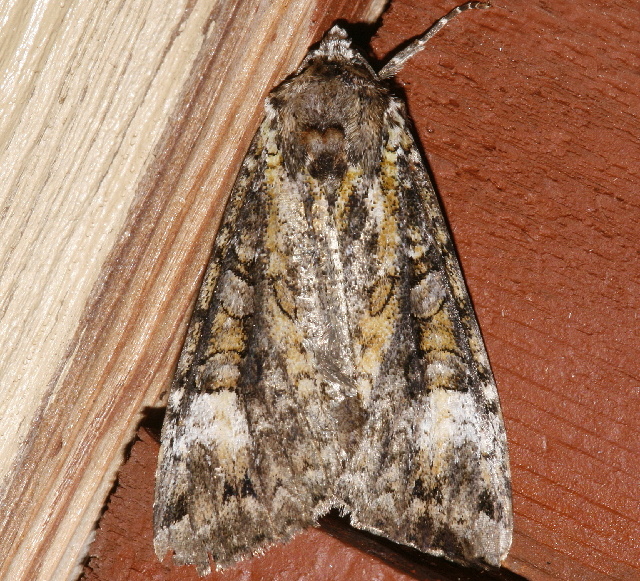
Imago fjäril
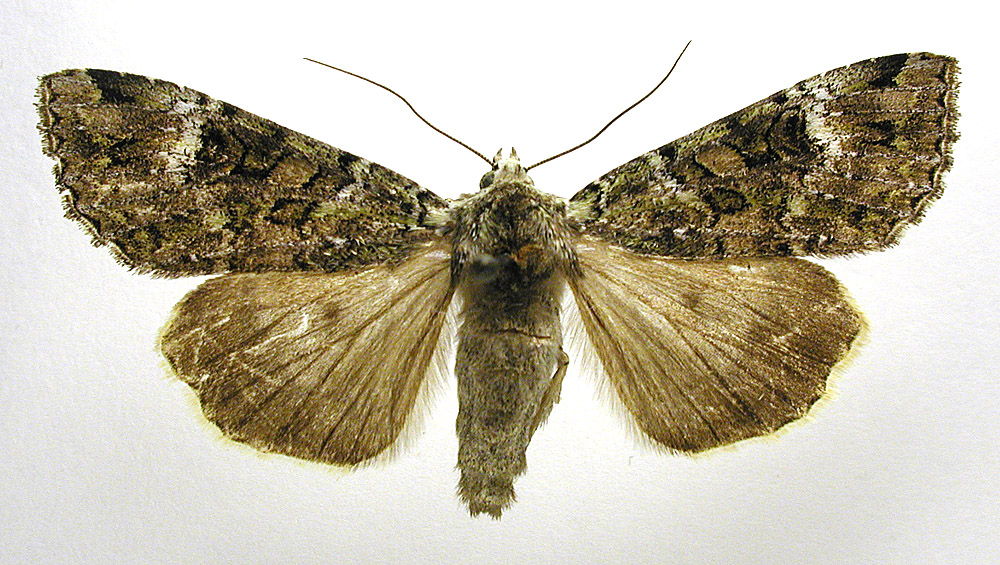
Preparerad (uppnålad) imago fjäril.